# 米夏埃尔·施泰因巴赫
米夏埃尔·施泰因巴赫（德語：Michael Steinbach，1969年9月3日—），德国男子赛艇运动员。他曾代表德国参加1992年夏季奥林匹克运动会赛艇比赛，获得男子四人双桨金牌。